# Rudolf Fischer (politik)
Rudolf Fischer (29. ledna 1880 Polubný – 19. srpna 1969 Unterhaching) byl československý politik německé národnosti a meziválečný poslanec Národního shromáždění za Německou sociálně demokratickou stranu dělnickou v ČSR.

## Biografie
Narodil se v osadě Polubný v Jizerských horách v sklářské rodině. Byl synem brusičem skla a malorolníka. Nastoupil do sklářské výroby. Pracoval rovněž jako brusič skla a také jako textilní dělník. Vzdělával se samostudiem. Naučil se takto těsnopis a účetnictví. Ve věku 18 let už byl předákem textilních dělníků v Polubném, ve věku 23 let byl důvěrníkem okrskové organizace sociální demokracie v Tanvaldu. V roce 1908 založil v Polubném konzumní spolek. Od roku 1910 byl ředitelem konzumního spolku ve Varnsdorfu. V letech 1912–1925 působil jako vedoucí Severočeského konzumního a spořitelního spolku se sídlem v Rybništi (Teichstatt) u Varnsdorfu.
V podpoře družstevnictví pokračoval i po vzniku ČSR. Od roku 1919 byl členem předsednictva Svazu německých konzumních spolků. Byl taky členem předsednictva německé sociální demokracie.
V parlamentních volbách v roce 1920 získal za Německou sociálně demokratickou stranu dělnickou v ČSR (DSAP) mandát v Národním shromáždění. Podle údajů k roku 1920 byl profesí starostou konzumního spolku v Teichstattu.
Roku 1947 odešel do penze a od téhož roku byl zpravodajem listu Münchener Merkur v obci Unterhaching, kde také roku 1969 zemřel.